# Episodi di Dexter (terza stagione)
La terza stagione della serie televisiva Dexter è stata trasmessa in prima visione negli Stati Uniti d'America da Showtime dal 28 settembre al 14 dicembre 2008.
In Italia è stata trasmessa in prima visione satellitare su FX dal 18 settembre al 4 dicembre 2009, e in chiaro da Cielo dal 13 dicembre 2010.
Gli antagonisti principali della stagione sono Miguel Prado e lo Scorticatore alias George W. King.
| nº | Titolo originale           | Titolo italiano            | Prima TV USA      | Prima TV Italia   |
| -- | -------------------------- | -------------------------- | ----------------- | ----------------- |
| 1  | Our Father                 | Nostro padre               | 28 settembre 2008 | 18 settembre 2009 |
| 2  | Finding Freebo             | Alla ricerca di Freebo     | 5 ottobre 2008    | 25 settembre 2009 |
| 3  | The Lion Sleeps Tonight    | Il leone si è addormentato | 12 ottobre 2008   | 2 ottobre 2009    |
| 4  | All in the Family          | Tutto in famiglia          | 19 ottobre 2008   | 9 ottobre 2009    |
| 5  | Turning Biminese           | La scelta                  | 26 ottobre 2008   | 16 ottobre 2009   |
| 6  | Sì Se Puede                | La prova del fuoco         | 2 novembre 2008   | 23 ottobre 2009   |
| 7  | Easy as Pie                | Troppo facile              | 9 novembre 2008   | 30 ottobre 2009   |
| 8  | The Damage A Man Can Do    | Effetto farfalla           | 16 novembre 2008  | 6 novembre 2009   |
| 9  | About Last Night           | Tradito da un amico        | 23 novembre 2008  | 13 novembre 2009  |
| 10 | Go Your Own Way            | Ognuno per sé              | 30 novembre 2008  | 20 novembre 2009  |
| 11 | I Had a Dream              | La resa dei conti          | 7 dicembre 2008   | 27 novembre 2009  |
| 12 | Do You Take Dexter Morgan? | Finché morte non vi separi | 14 dicembre 2008  | 4 dicembre 2009   |

## Nostro padre
- Titolo originale: Our Father
- Diretto da: Keith Gordon
- Scritto da: Clyde Phillips

### Trama
Dexter ha scelto la sua prossima vittima, uno spacciatore, Fred Bowman detto Freebo, che sebbene fortemente indiziato dell’omicidio di due ragazze, è riuscito a sfuggire alla giustizia. Recatosi a casa sua per uccidere Freebo, Dexter si intromette nello scontro fra lo spacciatore e un altro uomo. Il serial killer si ritrova a combattere contro il misterioso uomo e lo uccide facendo scappare Freebo. Il giorno dopo scopre di aver tolto la vita a Oscar Prado, il fratello del procuratore distrettuale, Miguel Prado. Gli agenti si domandano come Oscar, che viene descritto dal fratello come un bravo ragazzo, possa essere coinvolto con Freebo, così Debra, alla quale Angel ha affidato il caso, grazie alle confidenze di un informatore con cui è stata messa in contatto dal suo nuovo collega Quinn, arriva alla conclusione che Oscar fosse un tossicodipendente che era fortemente indebitato con lo spacciatore. Miguel Prado si sente offeso nel vedere gli agenti che indagano sul fratello e LaGuerta chiede ad Angel di togliere Debra dal caso. Miguel Prado scopre che Dexter ha ricercato informazioni sul fratello ucciso nel database della polizia, per cui invita Dexter alla veglia di Oscar per dimostrare che il ragazzo era benvoluto da tutti e quindi affermare che non era coinvolto in attività losche. Intanto Angel riceve la promozione al grado di sergente. Debra viene contattata da una donna degli Affari Interni, Yuki, che le chiede di indagare sul suo nuovo collega, Quinn, in cambio della tanto attesa promozione a detective, ma Debra rifiuta. Intanto viene ritrovato il cadavere di una giovane donna, il cui corpo presenta un anomalo taglio a forma di quadrato all’altezza della clavicola. Dexter riconosce la ragazza, Teegan Campbell, vista pochi giorni prima a casa di Freebo, ma naturalmente non può svelare ai colleghi la sua identità. Nel frattempo, Rita scopre di essere incinta.
- Guest star: Jimmy Smits (Miguel Prado), Desmond Harrington (Joey Quinn), David Ramsey (Anton Briggs), Liza Lapira (Yuki Amado), Mike Erwin (Freebo), Christina Robinson (Astor Bennett), Jason Manuel Olazabal (Ramon Prado), Marc John Jefferies (Wendell Owens).

## Alla ricerca di Freebo
- Titolo originale: Finding Freebo
- Diretto da: Marcos Siega
- Scritto da: Melissa Rosenberg

### Trama
Dexter e Rita devono prendere una decisione in merito al bambino in arrivo. Intanto, l'ematologo indaga per scoprire il nascondiglio di Freebo prima dei suoi colleghi. Il procuratore distrettuale, Miguel Prado, ringrazia Dexter per essere stato presente alla veglia di Oscar e lo invita a cena assieme a sua moglie dicendo di portare anche Rita. Miguel vuole sapere se Freebo verrà trovato e vuole che questo avvenga in fretta. Un probabile sospetto mette in discussione un precedente caso istruito dal Vice-Procuratore Prado. Intanto Dexter confida ad Angel che diventerà padre e lui gli dice che i figli nonostante tutto sono la cosa più bella che si possa avere. Ma Dexter in realtà è tormentato dal fatto che suo figlio possa diventare un mostro come lui. Alla fine Rita comunica a Dexter che è decisa a tenere il bambino e che lui sarà libero di scegliere se fargli da padre o meno. Quinn si propone di aiutare Debra al caso della giovane prostituta, indicandogli il nome di un informatore attraverso il quale viene fuori un inaspettato collegamento: si viene a sapere che la ragazza assassinata, della quale però nessuno sa il nome, era la prostituta di Freebo. Dopo il lavoro, Dexter si reca a casa di Teegan per cercare indizi e scopre che vi si nasconde Freebo, così aspetta il momento giusto per aggredirlo e portarlo nel garage per iniziare il suo rituale. Anche Miguel viene a sapere da un contatto dove si nasconde Freebo e nello stesso momento entra armato in casa di Teegan per cercarlo con l'intenzione di ucciderlo di persona. Dopo avergli conficcato una baionetta nel collo, Dexter sente dei rumori ed esce dal garage e Miguel è sorpreso nel vedere anche lui lì. Fortunatamente Dexter riesce a trovare una scusa convincente e ammette di aver ucciso Freebo per legittima difesa in quanto fa credere che lo spacciatore stava per pugnalarlo con un coltello simile a quello che aveva Oscar. Miguel gli crede e lo ringrazia perché ormai giustizia è fatta, dopodiché propone a Dexter di cancellare le prove, ma l'ematologo gli dice che si occuperà personalmente della scena del crimine senza che lui venga coinvolto.
- Guest star: Jimmy Smits (Miguel Prado), Desmond Harrington (Joey Quinn), David Ramsey (Anton Briggs), Liza Lapira (Yuki Amado), Mike Erwin (Freebo), Valerie Cruz (Sylvia Prado), Natalie Garza (Amanda), Nicole Garza (Kelly), Todd Giebenhain (Zack), Jason Manuel Olazabal (Ramon Prado), Ray Santiago (Javier).

## Il leone si è addormentato
- Titolo originale: The Lion Sleeps Tonight
- Diretto da: John Dahl
- Scritto da: Scott Buck

### Trama

Dexter e Miguel

Sulla scena del crimine viene trovato Javier, uno sfruttatore di prostitute, che presenta la stessa scorticatura sulla pelle simile a quella della vittima precedente (Teegan). Gli agenti pensano sia stato Freebo, ma Dexter prova a sviare le indagini facendo in modo che Freebo sia escluso dalla lista dei sospetti siccome è già morto per mano sua. Dexter comunica a Debra la notizia della gravidanza di Rita, e la sorella felicissima si congratula con lui. Dexter confessa a Debra che non sa se vuole fare da padre a suo figlio, e la sorella lo insulta ironicamente perché crede che sarebbe un ottimo padre. Al supermercato con Rita e i bambini, Dexter nota uno strano tizio che si ferma a parlare con Astor; nel parcheggio si segna il suo numero di targa e indagando scopre che è Nathan Marten, un pedofilo rilasciato. Debra torna da Anton, l'informatore suggeritogli da Quinn, per cercare altri indizi sulla morte di Javier, ma lui si rifiuta di collaborare e a seguito di una provocazione lo arresta. Nel frattempo Dexter si reca in ospedale per sottoporsi a una TAC per accettarsi che non abbia malattie che potrebbe trasmettere al bambino. In quel momento rivive un flashback: suo padre gli mostra la radiografia di un cervello di un serial killer giustiziato in cui si vede la parte dell'emisfero destro più piccola in quanto privo di emozioni; Harry poi la mette a confronto con la radiografia del cervello di Dexter e gli fa notare quanto siano simili i cervelli delle persone con istinti omicidi. Prado si rivolge a Dexter per ottenere la prova inoppugnabile della morte di Freebo e lui gli risponde di aver buttato il cadavere in una fossa vuota di un cimitero e di averla coperta con un escavatore, fingendo inoltre di aver paura di aver lasciato tracce, sia per darsi una parvenza di umanità agli occhi di Prado, sia perché questo manifesta l'intenzione di far sì che il cadavere sia trovato dalla polizia in quanto i due omicidi successivi alla morte di Freebo fanno supporre a Miguel la presenza a Miami di un altro serial killer. Più tardi, in spiaggia, Dexter nota il pedofilo intento a scattare delle fotografie a Astor, lo prende da parte e gli intima di sapere chi sia e di stare lontano dai figli di Rita. Dexter decide di aiutare Debra, a insaputa di quest'ultima, a scoprire l'identità della ragazza assassinata, così affigge dei volantini, facendo credere che qualcuno la stia cercando, e fa in modo che Debra li veda, scoprendo l'identità di Teegan. Gli agenti vengono a sapere che Freebo si nascondeva a casa di Teegan e che forse non sia stato lui a ucciderla. Miguel incontra Dexter e, avendo notato la diffidenza di questo nei suoi confronti, gli consegna la sua camicia, sporca del sangue di Freebo, e gli chiede di conservarla: essendo una prova che potrebbe incriminarlo, spera di poter finalmente spingere Dexter a fidarsi di lui. Debra torna nel locale dove suona Anton e lui finge di dedicarle una canzone, che poi si rivela offensiva, come giocosa ripicca verso Deb per averlo arrestato, ma lei la prende sul ridere. Nel frattempo Dexter entra di soppiatto nella casa del pedofilo e lo sorprende a vedere le foto che ha scattato ad Astor e Cody e si rende conto che se non lo ferma avrebbe fatto loro del male, quindi per proteggere i suoi bambini lo aggredisce e lo uccide affermando che non è come lui. Dexter poco dopo torna a casa e finalmente si sente pronto a poter essere un buon padre non solo per Astor e Cody ma anche per suo figlio. 
- Guest star: Jimmy Smits (Miguel Prado), Desmond Harrington (Joey Quinn), David Ramsey (Anton Briggs), Valerie Cruz (Sylvia Prado), Anne Ramsay (Ellen Wolf), Jason Manuel Olazabal (Ramon Prado), Jesse Borrego (George King).

## Tutto in famiglia
- Titolo originale: All in the Family
- Diretto da: Keith Gordon
- Scritto da: Adam E. Fierro

### Trama
Durante i preparativi per il picnic coi Prado, Rita comunica a Dexter che vuole dare la notizia della gravidanza anche ad Astor e Cody, ma nel momento in cui lei sta per trovare le parole giuste Dexter la anticipa lasciandola spiazzata. Astor però obietta che i due non sono neanche sposati e Dexter propone a Rita di pensare anche al matrimonio, ma la donna chiude il discorso dicendo a Dexter di essere ridicolo. In un secondo momento Rita chiarisce di volere la proposta di matrimonio solo se si sente amata davvero e non perché è incinta. Durante il picnic, Ramon, il fratello di Miguel, è ossessionato perché vuole trovare colui che ha ucciso Oscar e per questo se la prende con Miguel perché le indagini non portano a nulla. Miguel si rivolge a Dexter perché vorrebbe dire a Ramon che Freebo è morto, ma l'ematologo gli consiglia di tenere il segreto per loro due. Nel corso di un'indagine per omicidio, Debra continua a ricevere telefonate da Yuki che non fa altro che ignorare e scopre un nuovo lato della personalità di Quinn. Quando Debra incontra Anton ne approfitta per chiedergli di Quinn e lui rivela che è un bravo ragazzo e non ha di che preoccuparsi. Rita viene licenziata dal suo lavoro da receptionista presso l'hotel per cui lavora dopo aver risposto male a una cliente troppo pretenziosa e si dispera perché non ha molti soldi e neanche l'assicurazione. LaGuerta informa l'avvocato di Hines circa le nuove prove che scagionano il suo cliente. Intanto mentre Angel trascorre una serata fuori, prende da parte una prostituta ma scopre che è una detective che stava lavorando a un caso, Barbara Gianna. La donna va alla centrale per parlare in privato con Angel e lo rimprovera perché un poliziotto non dovrebbe andare a prostitute. Angel si giustifica dicendo di avere alle spalle un matrimonio fallito e aveva bisogna di contatto umano. Alla centrale Ramon irrompe nell'ufficio di LaGuerta perché vuole risposte sull'assassino del fratello. A fine giornata Yuki aspetta Debra fuori dalla centrale, ma la ragazza è esausta delle sue telefonate e la tratta con disprezzo. Dexter finalmente trova il modo giusto per dichiararsi a Rita e lei accetta di sposarlo.
- Guest star: Jimmy Smits (Miguel Prado), Desmond Harrington (Joey Quinn), David Ramsey (Anton Briggs), Valerie Cruz (Sylvia Prado), Anne Ramsay (Ellen Wolf), Jason Manuel Olazabal (Ramon Prado), Liza Lapira (Yuki Amado), Kristin Dattilo (Detective Barbara Gianna), Julie Ann Emery (Fiona Camp), Miranda Frigon (Kim).

## La scelta
- Titolo originale: Turning Biminese
- Diretto da: Marcos Siega
- Scritto da: Tim Schlattmann

### Trama
Dopo aver ricevuto un'imbeccata da parte di Miguel Prado, Dexter decide di occuparsi del caso di un omicida sfuggito alle maglie della giustizia. Il ritrovamento di un nuovo cadavere riapre le indagini sul killer che chiamano lo Scorticatore. Debra trova Owens, uno dei ragazzi che lavoravano per Freebo. Siccome è minorenne, gli agenti attendono l'arrivo della madre per il consenso all'interrogatorio, così Debra cerca di farselo amico sperando che Owens confessi qualcosa. Quando ritorna alla sua postazione però nota che il ragazzo non c'è più e Quinn l'avverte che la madre lo ha portato via perché non voleva avere a che fare con questioni riguardanti Freebo. Debra si arrabbia e comincia a vedere di cattivo occhio il suo collega. LaGuerta offre la possibilità a Ramon Prado di collaborare al caso dello Scorticatore. Rita rivela a Dexter che vuole comprare una nuova casa per andare a vivere insieme, ma lui non sembra pronto a rinunciare ai suoi spazi. Debra e Angel notano che c'è qualcosa che non va in Masuka e lui si sfoga dicendo che i suoi colleghi non lo prendono seriamente in considerazione. Infatti pochi giorni prima aveva regalato a tutti un giornale sul quale era stato pubblicato un suo articolo e li aveva invitati al convegno durante il quale avrebbe parlato, ma nessuno lo ha considerato. Fortunatamente riescono a farsi perdonare. Angel si sente attratto dalla detective Barbara e la invita a uscire, ma lei rifiuta. Nel frattempo Debra trova di nuovo Owens e lui gli dice che Freebo aveva un notevole debito con qualcuno e la cosa lo spaventava parecchio, motivo per cui pensano si stia nascondendo. Mentre Dexter è intento a seguire l'uxoricida per ucciderlo, la moglie di Miguel porta Rita a vedere delle case, ma a un certo punto quest'ultima si sente male e viene portata in ospedale. Il forte stress le ha complicato la gravidanza, ma fortunatamente i medici le dicono che non c'è pericolo per la vita del bambino. Intanto Debra e Miguel cercano di contattare Dexter e chiamano la guardia costiera per sapere se la sua barca è nella zona in cui dice di essere andato a pescare. Dexter, venuto a sapere della notizia, promette a Rita di starle accanto e capisce che ormai è tempo di cambiare e di prendersi le proprie responsabilità. La sera stessa Miguel dice a Dexter che i suoi agenti hanno perso di vista l'uxoricida che era sulla nave da crociera a Bimini e pensa che sia stato l'ematologo a farlo fuori. Dexter naturalmente mente, ma Miguel gli confida che non deve temerlo perché a lui sta bene che Dexter agisca dove la giustizia ha fallito, infatti lo sostiene e lo rispetta.
- Guest star: Jimmy Smits (Miguel Prado), Desmond Harrington (Joey Quinn), David Ramsey (Anton Briggs), Valerie Cruz (Sylvia Prado), Jason Manuel Olazabal (Ramon Prado), Kristin Dattilo (Detective Barbara Gianna), Marc John Jefferies (Wendell Owens), Christina Robinson (Astor Bennett), Preston Bailey (Cody Bennett).

## La prova del fuoco
- Titolo originale: Si Se Puede
- Diretto da: Ernest Dickerson
- Scritto da: Charles H. Eglee

### Trama
Dexter è deciso a provare la lealtà di Miguel nei suoi confronti. Per questo motivo agisce per coinvolgerlo nell'organizzazione di un omicidio. I due predispongono il trasferimento di un detenuto e la sua esecuzione. Dexter viene convocato sulla scena del crimine dove trovano un'altra vittima dello Scorticatore: Owens, il ragazzo che aveva confessato a Debra delle verità su Freebo. Debra è dispiaciuta per la morte del ragazzo e pensa che gli omicidi siano collegati in qualche modo, infatti lo Scorticatore ha cominciato a uccidere le persone interrogate da Debra e la ragazza sospetta sia qualcuno del distretto, in particolare Ramon Prado. Così confida le sue teorie ad Angel, ricordandogli che Ramon è uno psicotico e ha accesso a tutti i loro database, ma lui nonostante sia contrario all'idea di indagare sul fratello del viceprocuratore le dà comunque la possibilità di fornire delle prove per l'accusa. Durante il barbecue dalla famiglia Prado, Silvia offre a Rita un lavoro da assistente nella sua agenzia immobiliare e lei prende in considerazione l'offerta, nel frattempo Dexter vuole far desistere Miguel dall'attuare il suo piano per uccidere un criminale, ma lui sembra già aver organizzato tutto e gli spiega il piano. Intanto Angel insiste ad avere un appuntamento con Barbara e la donna gli fa capire che si farà avanti quando vuole lei. Debra continua a ricevere visite di Yuki che vuole informazioni su Quinn coinvolto in un'indagine avviata dagli Affari Interni, ma all'ennesimo rifiuto Debra viene minacciata. Durante i suoi appostamenti, Debra vede Ramon picchiare un ragazzo, il fornitore di droga di Freebo che lei aveva interrogato settimane prima, e chiuderlo nel baule dell'auto, poi lo segue e vede che Ramon ha legato il ragazzo e lo tortura per sapere dov'è Freebo. Debra aspetta che Ramon cominci a squartarlo per coglierlo in flagranza, ma poco dopo Ramon lascia andare il ragazzo, facendo crollare i sospetti di Debra. La sera stessa Debra e Quinn comunicano ad Angel e LaGuerta di aver arrestato Ramon per sequestro di persona e tortura. Alla fine Debra confessa a Quinn che gli Affari Interni stanno indagando su di lui, ma Quinn spiega che la questione riguarda una vendetta personale tra lui e Yuki. Alla fine Dexter si sbarazzerà del criminale da solo, perché non se la sente di condividere il rituale con un complice.
- Guest star: Jimmy Smits (Miguel Prado), Desmond Harrington (Joey Quinn), David Ramsey (Anton Briggs), Valerie Cruz (Sylvia Prado), Anne Ramsay (Ellen Wolf), Jason Manuel Olazabal (Ramon Prado), Liza Lapira (Yuki Amado), Kristin Dattilo (Detective Barbara Gianna), Margo Martindale (Camilla), Marc John Jefferies (Wendell Owens).

## Troppo facile
- Titolo originale: Easy as Pie
- Diretto da: Steve Shill
- Scritto da: Lauren Gussis

### Trama
Debra e Quinn tornano dalla madre di Owens per avere altre informazioni sulla morte del figlio e la donna aggredisce Debra perché pensa che il ragazzo sia morto per aver confessato qualcosa alla poliziotta. Sulla scena del crimine viene trovata Lisa Morton, una ricca studentessa modello, pugnalata con un cacciavite. Dexter nota che sul pavimento ci sono impronte di calzini e diverse macchie di sangue e intuisce che siano dell'assassino. Masuka riconosce questo modus operandi in Albert Chang, un delinquente che crede di non lasciare tracce togliendosi le scarpe. Miguel fa notare a Dexter che Chang è sfuggito diverse volte alla giustizia e gli propone di sistemare le cose a modo suo, ma gli precisa che il suo obiettivo non è il criminale, bensì Ellen Wolf, un'avvocatessa che rilascia troppo facilmente i delinquenti e che per Miguel è il problema principale. Dexter però gli dice che non può uccidere chi non ha mai fatto del male a nessuno, ma Miguel lo invita a rifletterci meglio. Yuki torna alla centrale e comunica a Debra che in passato, a causa della cattiva gestione delle indagini da parte di Quinn, un poliziotto è morto; allora Debra capisce che il collega gli ha raccontato una bugia e che forse c'è seriamente da preoccuparsi per lui. Intanto Angel ci prova con Barbara, ma lei vuole che rimangano amici. La donna però si rende conto che Angel in fondo è un brav'uomo e lo bacia. Mentre è alle prese con la lista degli invitati per il matrimonio, Dexter si occupa anche di Camille, la quale vorrebbe che il giovane ponesse fine alle sue sofferenze. In un secondo momento poi la donna si scusa per aver avanzato un'assurda richiesta e gli confessa di conoscere il suo segreto, ovvero di sapere che il killer del camion frigo era suo fratello. Infatti Camille aveva letto il suo fascicolo prima che Harry le ordinasse di distruggerlo, ma la donna gli promette che si porterà il segreto nella tomba. Sylvia è preoccupata per lo strano atteggiamento che suo marito sta avendo da quando frequenta Dexter e non riesce a darsi pace neanche quando accidentalmente Rita gli rivela che era un tossicodipendente. Miguel chiede a Dexter se ha riflettuto sulla sua proposta di uccidere Ellen Wolf, ma l'ematologo capisce che l'astio che Prado prova nei confronti dell'avvocato è del tutto personale in quanto la Wolf non fa altro che riaprire i suoi casi archiviati per scagionare i delinquenti. Dexter si rifiuta di uccidere la Wolf e Miguel reagisce male. Nel frattempo Debra fa una brillante scoperta sul caso dello Scorticatore. Nota che in ogni foto della scena del crimine ci sono giardinieri che potano gli alberi e crede che l'assassino possa essere uno dei potatori. La Polizia vuole servirsi di Anton come esca per attirare lo Scorticatore, ma l'uomo scappa perché non vuole rischiare la vita. Fortunatamente Debra lo trova e gli dice che se vuole essere al sicuro non dovrebbe stare in città, ma Anton è attratto dalla ragazza e prima di baciarla dice che per lei è disposto a qualunque cosa. Miguel capisce di avere torto sulla richiesta di uccidere la Wolf e chiede scusa a Dexter che gli propone di fargli da testimone di nozze. Alla fine Dexter ripensa alla proposta di Camille di porre fine alle sue sofferenze e sotto sua richiesta le avvelena il dolce che le porta in dono. Prima che lei muoia, Dexter confessa di aver ucciso suo fratello e la donna gli risponde di aver fatto la cosa giusta.
- Guest star: Jimmy Smits (Miguel Prado), Desmond Harrington (Joey Quinn), David Ramsey (Anton Briggs), Valerie Cruz (Sylvia Prado), Anne Ramsay (Ellen Wolf), Jason Manuel Olazabal (Ramon Prado), Liza Lapira (Yuki Amado), Kristin Dattilo (Detective Barbara Gianna), Margo Martindale (Camilla), Dee Freeman (sig.ra Owens).

## Effetto farfalla
- Titolo originale: The Damage a Man Can Do
- Diretto da: Marcos Siega
- Scritto da: Scott Buck

### Trama
Debra e Quinn seguono l'indizio dei giardinieri addetti allo sfalcio degli alberi e arrivano a un sospetto, un immigrato illegale, il quale però sembra essere terrorizzato dal suo datore di lavoro King. I preparativi per il matrimonio e gli effetti della gravidanza condizionano Rita in modo negativo. Dexter cerca di dimostrare a Rita il suo amore regalandole l'anello di fidanzamento e scegliendo le fedi. Miguel propone a Dexter di uccidere un assassino, Billy Fleeter, ma questa volta vuole essere lui a usare gli arnesi dell'ematologo. Dexter propone a un Miguel troppo frettoloso di agire, che la prima cosa da fare è osservare le abitudini della vittima e si lascia scappare la prima regola del codice, ovvero non farsi beccare; Miguel non capisce di cosa parla e Dexter intuisce che è meglio tenere a freno la lingua e non sbilanciarsi troppo, anche se ormai ha un amico fidato. Debra viene a sapere che Anton non è un informatore legalizzato dal dipartimento di polizia, ma che viene pagato direttamente da Quinn. Di conseguenza pensa che il collega nasconda qualcosa. Il ragazzo poi confessa che Yuki era la sua partner alla Narcotici e assieme a loro c'era Stuart, un poliziotto troppo avventato, che dopo aver ferito gravemente uno spacciatore decise di suicidarsi perché aveva problemi di droga e Quinn lo sapeva ma non voleva denunciarlo. Debra comincia a preoccuparsi perché Anton non risponde alle chiamate, ma appena si reca a casa sua nota che gli alberi sono stati potati e sospetta che la scomparsa dell'uomo sia opera dello Scorticatore. Nella notte in cui Miguel e Dexter vogliono uccidere Fleeter, una persona saluta il viceprocuratore che è molto conosciuto nel quartiere e Dexter decide di annullare l'operazione perché è troppo rischioso farsi trovare nello stesso posto dove viene vista per l'ultima volta una persona che deve sparire. Miguel si accorge che Dexter è troppo scrupoloso nell'organizzare gli omicidi e intuisce che l'ematologo svolga queste attività da tempo, così gli confessa che anche lui ha un lato oscuro e gli fa capire di quanto i due siano simili. Dexter decide di fidarsi e una volta catturato Fleeter gli lascia prendere le redini del rituale: gli concede solo una pugnalata, poi gli consiglia di andare via per sbarazzarsi del corpo. Miguel però prima di tornare a casa passa a far visita alla Wolf. Sembra che l'uomo abbia trattenuto per molto tempo i suoi impulsi omicidi e ora che li ha liberati non è più in grado di fermarsi.
- Guest star: Jimmy Smits (Miguel Prado), Desmond Harrington (Joey Quinn), David Ramsey (Anton Briggs), Valerie Cruz (Sylvia Prado), Anne Ramsay (Ellen Wolf), Kristin Dattilo (Detective Barbara Gianna), Jesse Borrego (George King), Jeff Chase (Billy Fleeter), Christina Robinson (Astor Bennett), Preston Bailey (Cody Bennett).

## Tradito da un amico
- Titolo originale: About Last Night
- Diretto da: Tim Hunter
- Scritto da: Melissa Rosenberg e Scott Reynolds

### Trama
Sylvia irrompe a casa di Rita e chiede a Dexter se è vero che la sera prima il marito ha trascorso la serata con lui. Dexter afferma di essere stato assieme a lui fino alla mezzanotte, ma la moglie dice che il marito si è ritirato all'alba e scoppia in lacrime perché pensa che Miguel abbia l'amante. Allora Dexter va da Miguel a chiedere spiegazioni, ma lui risponde di aver passato la notte in un locale; l'ematologo capisce che mente e lo tiene d'occhio. Intanto Debra denuncia la scomparsa di Anton e raduna gli agenti in casa sua alla ricerca di prove e viene fuori che il ragazzo è stato aggredito e portato via. Debra è convinta che Anton sia caduto nelle mani dello Scorticatore ed è convinta che il killer sia George King, il proprietario della ditta incaricata della potatura degli alberi, ma le prove a carico del sospetto sono deboli, così Miguel lo lascia andare. Dexter nota che LaGuerta è molto preoccupata perché la sua amica Ellen Wolf non risponde al telefono; l'ematologo ha un sospetto ed entra in casa della donna per accertarsi che sia tutto a posto. Le sue aspettative vengono tradite quando con una lampada ultravioletta trova enormi residui di sangue sul pavimento e pensa che Miguel abbia ucciso la donna. Dexter trova la vittima in una fossa vuota di un cimitero e fa in modo che gli agenti trovino il cadavere. Ora che Miguel si sta muovendo da solo, l'ematologo indaga sul suo attuale amico e cerca di fermalo per evitare che uccida altri innocenti. Intanto LaGuerta è molto addolorata per la perdita dell'amica Ellen e Miguel finge di darle conforto. Debra non si dà per vinta, è convinta che King sia lo Scorticatore; così si rivolge ancora all'immigrato illegale interrogato in precedenza per avere informazioni e lui le rivela che King ha un magazzino sospetto sotto il cavalcavia dell'autostrada. Fortunatamente Debra e Quinn arrivano prima di King e salvano Anton. Dexter si rende conto che non può permettere a Miguel di uccidere innocenti per questioni personali e pensa a un modo per inchiodarlo in caso lui sfugga al suo controllo. Si ricorda quindi di avere la sua camicia sporca di sangue, ma quando lo va ad analizzare scopre che è sangue animale e di conseguenza capisce che Miguel lo stava usando per i suoi comodi.
- Guest star: Jimmy Smits (Miguel Prado), Desmond Harrington (Joey Quinn), David Ramsey (Anton Briggs), Valerie Cruz (Sylvia Prado), Anne Ramsay (Ellen Wolf), Kristin Dattilo (Detective Barbara Gianna), Jesse Borrego (George King).

## Ognuno per sé
- Titolo originale: Go Your Own Way
- Diretto da: John Dahl
- Scritto da: Tim Schlattmann

### Trama
Dexter è deciso in ogni modo a spezzare il legame con Prado, così si intromette nelle indagini sull'omicidio Wolf e cerca di spaventare Miguel. LaGuerta ha fermato un sospetto, il barista che ci provava con Ellen, che molto presto si rivela estraneo al fatto di sangue e rivela alla detective che la notte della scomparsa c'era un SUV parcheggiato fuori dalla casa della vittima. Angel chiede a Dexter di aiutarlo a individuare l'uomo che ha aggredito Barbara facendogli analizzare la chiave con cui la donna ha graffiato l'uomo per difendersi. Anton scopre la verità sul suo status di informatore non legalizzato e se la prende sia con Quinn che con Deb, siccome ha rischiato la vita. Intanto Masuka organizza la festa di addio al celibato per Dexter. Miguel approfitta del momento di debolezza di LaGuerta per sedurla. Nel frattempo arriva Dexter per dire al suo capo che la chiave che stava analizzando riguarda un caso di un altro distretto di polizia. Con sua sorpresa nota che a casa di LaGuerta c'è anche Miguel. Poco dopo Silvia scopre che il marito non è al lavoro come le aveva detto e pensa che la tradisca con LaGuerta, infatti lo becca a casa della donna e decide di lasciarlo. Miguel pensa che sia stato Dexter a dire a Silvia dove si trovava il marito e di conseguenza minaccia di licenziare Debra, in quanto va a letto con l'informatore, se non farà tutto ciò che vorrà lui. Così Dexter corre alle contromisure e fruga tra le sue cose per vedere se ha qualche scheletro nell'armadio in modo da poterlo minacciare a sua volta. Nella scatola dei sigari trova l'anello della Wolf; Dexter lo prende e lo sostituisce con l'ordine di un capo d'abbigliamento da ritirare in lavanderia, ovvero la camicia sporca di sangue. Quando Miguel se ne accorge, va su tutte le furie e ricorda a Dexter che lui non teme nulla in quanto uomo di potere. Infatti ingaggia lo Scorticatore per catturare Dexter dicendo all'assassino che l'ematologo sa dove è Freebo. Quella sera stessa Dexter viene catturato e inizia a temere il peggio, pensando che avrebbe dovuto sbarazzarsi di Miguel a tempo debito.
- Guest star: Jimmy Smits (Miguel Prado), Desmond Harrington (Joey Quinn), David Ramsey (Anton Briggs), Valerie Cruz (Sylvia Prado), Kristin Dattilo (Detective Barbara Gianna), Jesse Borrego (George King), Jane McLean (Tammy Okama).

## La resa dei conti
- Titolo originale: I Had a Dream
- Diretto da: Marcos Siega
- Scritto da: Charles H. Eglee e Lauren Gussis

### Trama
Il rapimento di Dexter si rivela essere il preambolo alla sua festa di addio al celibato. Alla festa c'è anche Miguel che fa un discorso sull'amicizia, sperando di calmare le acque con Dexter. LaGuerta sospetta di Miguel in merito all'omicidio di Ellen e chiede a Dexter di aiutarla. Debra cerca di evitare Anton perché un uomo con una vita sregolata e che fa uso di erba non fa per lei; inoltre dice a Dexter che vuole accanto a sé un uomo leale come il loro padre, ma il fratello le fa capire che anche Harry aveva i suoi difetti e le rivela che aveva un'informatrice per amante. Così Debra, all'insaputa del fratello, si rivolge all'archivio della centrale per sapere chi fossero gli informatori di Harry. LaGuerta invita Miguel a cena a casa sua ma in realtà è una scusa per trovare indizi nel suo SUV; l'uomo se ne accorge in quanto trova lo sportello del bagagliaio aperto. LaGuerta chiede a Dexter di analizzare le tracce organiche che trovano riscontro con Ellen Wolf; la detective ha la prova schiacciante per incriminare Miguel ma non sa come agire in quanto lui è un uomo di potere. Nel frattempo Debra e Quinn stanno cercando di catturare King, ma Dexter spera che ciò avvenga dopo che lui avrà ucciso Miguel, così da far credere che sia morto per mano dello Scorticatore. Dexter propone alla sorella di fargli da testimone da nozze e la ragazza accetta. Nel frattempo Miguel irrompe a casa di LaGuerta per ucciderla, ma Dexter lo precede e lo stordisce; poi lo strangola con una corda metallica e prima che lui muoia gli rivela che è lui l'omicida del fratello, Oscar Prado.
- Guest star: Jimmy Smits (Miguel Prado), Desmond Harrington (Joey Quinn), David Ramsey (Anton Briggs), Kristin Dattilo (Detective Barbara Gianna), Jesse Borrego (George King), Jason Manuel Olazabal (Ramon Prado), Jane McLean (Tammy Okama).

## Finché morte non vi separi
- Titolo originale: Do You Take Dexter Morgan?
- Diretto da: Keith Gordon
- Scritto da: Scott Buck

### Trama
Dopo la morte di Miguel, Ramon tratta con disprezzo Dexter. Angel dice a Debra che presto verrà nominata detective, ma quando viene a sapere che la ragazza ha avuto una relazione con Anton le comunica che questo dettaglio potrebbe compromettere la tanto attesa promozione. LaGuerta acconsente a promuovere Debra detective a patto che la ragazza lasci il caso. Lei accetta e in questo modo può continuare ad avere una relazione con Anton. Dopo aver scoperto che Rita ha avuto un altro matrimonio fallito prima di Paul, Dexter trova casa sua sottosopra e pensa sia stato Ramon, così escogita un piano per liberarsi di lui e ricattarlo con la rivelazione pubblica di chi fosse realmente suo fratello Miguel, se non l'avesse lasciato in pace. LaGuerta decide di nascondere la verità in merito al coinvolgimento di Miguel nella morte di Ellen. Mentre Silvia, Rita e Dexter si preparano ai festeggiamenti, Ramon punta una pistola contro Dexter davanti a tutti ma viene fermato in tempo e arrestato da Debra e Angel. Quando Dexter va a trovare Ramon per chiedergli spiegazioni del suo astio, lui dice che Miguel gli aveva chiesto di proteggerlo dall'ematologo ma senza dirgli il motivo e Dexter cerca di convincere Ramon che Miguel era paranoico. Il giorno prima del matrimonio Dexter viene rapito dallo Scorticatore che cerca di intimorirlo, ma l'ematologo prende in mano la situazione e confessa a King di aver ucciso Freebo. Fortunatamente Dexter riesce a liberarsi e approfitta dell'arrivo degli agenti (accorsi dopo aver scoperto del nuovo nascondiglio di King) per buttare lo Scorticatore sotto l'auto della polizia, facendolo sembrare un suicidio. Dexter e Rita si uniscono finalmente in matrimonio.
- Guest star: Jimmy Smits (Miguel Prado), Desmond Harrington (Joey Quinn), David Ramsey (Anton Briggs), Valerie Cruz (Sylvia Prado), Kristin Dattilo (Detective Barbara Gianna), Jesse Borrego (George King), Jason Manuel Olazabal (Ramon Prado), Jane McLean (Tammy Okama), Frankie J. Allison (Detective Pratt), James Moses Black (Sergente Jesse Whitaker).